# Aleksandar Pantić
Aleksandar Pantić est un joueur serbe de football né le 11 avril 1992 à Aranđelovac. Il joue au poste de défenseur au Dynamo Kiev.

## Carrière
Aleksandar Pantić débute en première division serbe le 29 mai 2011 avec le FK Rad Belgrade. En 2012, il est recruté par l'Étoile rouge de Belgrade.
Le 7 juillet 2013, il quitte l'Étoile rouge de Belgrade pour rejoindre le club espagnol de Villarreal, où il signe un contrat de trois ans.